# Гнедых, Владимир Васильевич
Влади́мир Васи́льевич Гнеды́х (род. 19 апреля 1921) — советский дипломат. Чрезвычайный и полномочный посланник 1 класса.

## Биография
Член ВКП(б). На дипломатической работе с 1943 года.
- В 1943—1947 годах — сотрудник Миссии СССР в Египте.
- В 1947—1953 годах — сотрудник центрального аппарата МИД СССР.
- В 1953—1957 годах — сотрудник Посольства СССР в Египте.
- В 1958—1962 годах — сотрудник Посольства СССР в Марокко.
- В 1962—1964 годах — на ответственной работе в центральном аппарате МИД СССР.
- В 1964—1965 годах — советник Посольства СССР в Алжире.
- В 1965—1968 годах — на ответственной работе в центральном аппарате МИД СССР.
- С 14 июня 1968 по 12 июля 1972 года — чрезвычайный и полномочный посол СССР в Мавритании[2].
- В 1973—1975 годах — на ответственной работе в центральном аппарате МИД СССР.
- С 23 октября 1975 по 23 марта 1977 года — чрезвычайный и полномочный посол СССР в Экваториальной Гвинее[3].

С 1977 года — на ответственной работе в центральном аппарате МИД СССР.